# Homalium juxtapositum
Homalium juxtapositum är en videväxtart som beskrevs av Herman Otto Sleumer. Homalium juxtapositum ingår i släktet Homalium och familjen videväxter. Inga underarter finns listade i Catalogue of Life.